# Johnson Theodore Robinson
Johnson Theodore Robinson, britanski general, * 1908, † 1985.